# Czirpan (gmina)
Czirpan (bułg. Община Чирпан) – gmina w południowej Bułgarii, w obwodzie Stara Zagora.

## Miejscowości
Miejscowości wchodzące w skład gminy Czirpan:
- Celina (bułg.: Целина),
- Cenowo (bułg.: Ценово),
- Czirpan (bułg.: Чирпан) − siedziba gminy,
- Dimitriewo (bułg.: Димитриево),
- Dyrżawa (bułg.: Държава),
- Gita (bułg.: Гита),
- Izworowo (bułg.: Изворово),
- Jaworowo (bułg.: Яворово),
- Jazdacz (bułg.: Яздач),
- Małko Trynowo (bułg.: Малко Тръново),
- Mogiłowo (bułg.: Могилово),
- Osłarka (bułg.: Осларка),
- Rupkite (bułg.: Рупките),
- Spasowo (bułg.: Спасово),
- Sredno gradiszte (bułg.: Средно градище),
- Stojan-Zaimowo (bułg.: Стоян-Заимово),
- Swoboda (bułg.: Свобода),
- Winarowo (bułg.: Винарово),
- Wołowarowo (bułg.: Воловарово),
- Zetjowo (bułg.: Зетьово),
- Złatna liwada (bułg.: Златна ливада).